# 王圻
王 圻（おう き、1530年 - 1615年）は、明代の学者・詩人。字は元翰、号は洪洲。蘇州府嘉定県の出身。

## 生涯
『三才図会』・『稗史彙編』・『続文献通考』の編者であり、その他自らの漢詩文を集めた『洪洲類稿』がある。百科事典など分厚い文献の編者としては評価されているが、漢詩人としては全く評価されていない。『四庫全書総目提要』でも、「編んだ書物はでたらめな所はあるが、尽力したものだといえるだろうが、漢詩は王圻にとっては余事であり、評価すべきものではない」と評している。